# Бялобжезе
Бялобжезе (пол. Białobrzezie) — село в Польщі, у гміні Кондратовиці Стшелінського повіту Нижньосілезького воєводства.
Населення — 193 особи (2011).
У 1975-1998 роках село належало до Вроцлавського воєводства.

## Демографія
Демографічна структура станом на 31 березня 2011 року:
|          | Загалом | Допрацездатний вік | Працездатний вік | Постпрацездатний вік |
| -------- | ------- | ------------------ | ---------------- | -------------------- |
| Чоловіки | 94      | 18                 | 64               | 12                   |
| Жінки    | 99      | 19                 | 51               | 29                   |
| Разом    | 193     | 37                 | 115              | 41                   |